# José Ciprián Alfonso
Pour les articles homonymes, voir Alfonso.
José Ciprián Alfonso Pita est un footballeur international cubain, né le 28 mars 1984 à Los Palacios (Cuba).

## Biographie

### Carrière en club
Joueur emblématique du FC Pinar del Río, José Ciprián Alfonso y joue depuis 2003 en ayant l'occasion d'être sacré champion lors de la saison 2006.
Il est prêté à quatre reprises à d'autres clubs du championnat dont le FC La Habana en 2015, le FC Isla de la Juventud, l'année suivante, le FC Santiago de Cuba, club où il remporte son deuxième championnat en 2017 et enfin au FC Artemisa en 2019.

### Carrière internationale
International cubain à 11 reprises, José Ciprián Alfonso est convoqué pour la première fois en équipe de Cuba par le sélectionneur Walter Benítez, à l'occasion de la Gold Cup 2013, où il dispute les 4 matchs de son pays (deux buts marqués) qui atteint les quarts-de-finale.
Il prend part également à la Coupe caribéenne des nations 2014 mais ne réapparaît plus en sélection nationale par la suite.

## Statistiques

### Buts en championnat
Note : Sources utilisées : www.elblogdelfutbolcubano.com,, et www.jit.cu
| Équipes                       | Années         | Buts en D1 | Buts en D2 |
| ----------------------------- | -------------- | ---------- | ---------- |
| FC Pinar del Río              | 2003           | 4          | -          |
| FC Pinar del Río              | 2004-05        | 7          | -          |
| FC Pinar del Río              | 2005-06        | 3          | -          |
| FC Pinar del Río              | 2006           | 9          | -          |
| FC Pinar del Río              | 2007-08        | 7          | -          |
| FC Pinar del Río              | 2008-09        | 7          | -          |
| FC Pinar del Río              | 2009-10        | 5          | 0          |
| FC Pinar del Río              | 2011           | -          | 0          |
| FC Pinar del Río              | 2012           | -          | 0          |
| FC Pinar del Río              | 2013           | 15         | -          |
| FC Pinar del Río              | 2014           | 2          | -          |
| FC Pinar del Río              | 2015           | -          | 0          |
| FC La Habana (prêt)           | 2015           | 0          | -          |
| FC Pinar del Río              | 2016           | -          | 3          |
| FC Isla de la Juventud (prêt) | 2016           | 0          | -          |
| FC Pinar del Río              | 2017           | -          | 0          |
| FC Santiago de Cuba (prêt)    | 2017           | 0          | -          |
| FC Pinar del Río              | 2018           | 8          | 4          |
| FC Pinar del Río              | 2019           | 0          | -          |
| FC Artemisa (prêt)            | 2019           | 1          | -          |
| FC Pinar del Río              | 2019-20 (Ape.) | 3          | -          |
| FC Pinar del Río              | 2019-20 (Cla.) |            | -          |
| Total                         | 2003-...       | 71         | 7          |

Date de mise à jour: 23 décembre 2019

### Buts en sélection
| Buts en sélection de José Ciprián Alfonso | Buts en sélection de José Ciprián Alfonso | Buts en sélection de José Ciprián Alfonso | Buts en sélection de José Ciprián Alfonso | Buts en sélection de José Ciprián Alfonso | Buts en sélection de José Ciprián Alfonso | Buts en sélection de José Ciprián Alfonso |
|                                           | Date                                      | Lieu                                      | Adversaire                                | Score                                     | Résultat                                  | Compétition                               |
| ----------------------------------------- | ----------------------------------------- | ----------------------------------------- | ----------------------------------------- | ----------------------------------------- | ----------------------------------------- | ----------------------------------------- |
| 1.                                        | 13 juillet 2013                           | Rio Tinto Stadium, Sandy (États-Unis)     | États-Unis                                | 0-1                                       | 4-1                                       | Gold Cup 2013                             |
| 2.                                        | 20 juillet 2013                           | Georgia Dome, Atlanta (États-Unis)        | Panama                                    | 0-1                                       | 6-1                                       | Gold Cup 2013                             |

## Palmarès

### En club
- FC Pinar del Río :
  - Champion de Cuba en 2006 et 2019-20 (Ape.).
  - Vainqueur du Torneo de Ascenso (D2) en 2018.

- FC Santiago de Cuba :
  - Champion de Cuba en 2017.